# Xbox Series X/S
Xbox Series X и Xbox Series S — игровые приставки девятого поколения американской транснациональной корпорации Microsoft.
Series X и Series S являются новыми приставками в семействе игровых устройств Xbox и наследницами Xbox One. Выпуск обеих приставок состоялся 10 ноября 2020 года.
Microsoft раскрыла первые подробности о своей «консоли следующего поколения» 10 июня 2019 года на международной выставке игровой индустрии E3 2019.
Официальный анонс Xbox Series X состоялся 12 декабря 2019 года на мероприятии The Game Awards 2019.
Консоли совместимы с сервисом подписки на игры Xbox Game Pass, а также с облачной платформой Xbox Cloud Gaming.
Главным конкурентом Xbox Series X/S среди игровых платформ следующего поколения стала приставка из серии PlayStation от Sony — PlayStation 5. Однако, главными конкурентами бренду Xbox Фил Спенсер, глава игрового подразделения Microsoft, называет Google и Amazon с их облачными консолями Stadia и Luna.

## История разработки

### Xbox Series X
Впервые Microsoft рассказала о новой игровой платформе под кодовым названием «Project Scarlett» 10 июня 2019 года во время своей пресс-конференции на E3 2019.
Microsoft сообщила, что новая консоль будет в четыре раза мощнее Xbox One X. В новинке будет установлена оперативная память нового стандарта GDDR6.
Xbox «следующего поколения» будет оптимизирована под разрешение 4K с частотой кадров до 120 Гц.
Помимо этого, реализована полная поддержка технологии трассировки лучей в реальном времени.
В качестве накопителя используется модифицированный NVMe SSD, который может быть задействован как виртуальная оперативная память.
Это стало возможным благодаря разработанной инженерами Microsoft новой архитектуре подсистемы памяти Xbox Velocity — таким образом, игровая система располагает большим объёмом оперативной памяти, нежели заявленные 16 ГБ нового стандарта GDDR6.
12 декабря 2019 года на ежегодной церемонии награждения The Game Awards глава Xbox Фил Спенсер представил консоль нового поколения от Microsoft, которая получила своё официальное название — Xbox Series X. Таким образом, название «Project Scarlett», с которым она ассоциировалась ранее, устарело.
Xbox Series X совместима с большинством игр, которые выходили на консоли семейства Xbox, однако не со всеми. Консоль поддерживает как диски, так и виртуальные копии игр. Фил Спенсер заявил, что ряд крупных игровых студий уже начал работу над играми для Xbox Series X. Чтобы продемонстрировать возможности новой приставки, зрителям показали дебютный трейлер игры Senua’s Saga: Hellblade II, которая является сиквелом Hellblade: Senua’s Sacrifice и разрабатывается на игровом движке Unreal Engine 5.

### Xbox Series S
В конце 2018 года начали появляться слухи, что Microsoft планирует выпустить две версии новой консоли: «Project Scarlett» (Xbox Series X) — с большей производительностью, ориентированную на хардкорных игроков, а также «Project Lockhart» (Xbox Series S) — с более скромными комплектующими и ценой.
Планировалось, что на E3 2019 покажут две консоли, однако в итоге на презентации рассказали только о «Project Scarlett». Данное решение вызвало слухи о том, что Microsoft отменила выпуск «Project Lockhart». Однако, в декабре 2019 года, журналисты Kotaku ссылаясь на свои источники заявили, что «Lockhart» всё-таки разрабатывается.
8 сентября 2020 года Microsoft официально подтвердила существование Series S — озвучила её стоимость и характеристики, назвав при этом самой маленькой Xbox в истории. Выход младшей версии приставки состоялся также 10 ноября 2020 года.

## Технические характеристики

### Центральный процессор
APU в Xbox Series X оснащен модифицированным 8-ядерным/16-поточным (SMT) центральным процессором AMD Ryzen 3-го поколения.
Частота процессора — 3,6/3,8 ГГц, в зависимости от режима работы консоли.

### Графический процессор
Графический процессор основан на модифицированном чипе нового семейства Radeon Navi с архитектурой RDNA 2 (второго поколения) и производительностью 12,2 TFLOPS.
При рендеринге игровых сцен с рейтрейсингом и аппаратным ускорением графическая мощность Xbox Series X составляет 25 TFLOPS.
Вычислительных блоков — 52. Всего количество вычислительных блоков 56, но 4 из них отключены. Интерфейс шины памяти — 320 бит. Рабочая частота графического ядра составляет 1,825 ГГц.
И центральный, и графический процессоры Xbox Series X построены на улучшенном технологическом процессе 7-нм+ (Enhanced).

### Остальные спецификации
В качестве запоминающего устройства используется модифицированный NVMe SSD объёмом 1 терабайт, также предусмотрен аналогичный внешний SSD ещё на 1 ТБ в виде подключаемой «карты памяти».
Пропускная способность SSD — мин. 2,4 ГБ/с; макс. 4,8 ГБ/с (с пользовательским аппаратным декомпрессионным блоком).
Объём оперативной памяти составляет 16 ГБ нового стандарта GDDR6 — пропускная способность памяти от 336 до 560 ГБ/с.
Консоль оснащена Ultra-HD Blu-ray дисководом для воспроизведения контента в 4K и 8K.
Также предусмотрен многоканальный 3D-звук Dolby Atmos и поддержка технологии Dolby Vision, созданная для видео с широким динамическим диапазоном (HDR10+).
В августе 2020 стало известно, что Xbox Series X будет поддерживать обновлённую версию DirectX 12 — DirectX 12 Ultimate. Это позволит приставке получить поддержку ряда новых технологий:
- Mesh Shaders — предоставляет разработчикам больше контроля над тем, как программа взаимодействует с графическим процессором;
- Variable Rate Shading (VRS) — позволяет разбивать картинку на экране на зоны и рендерить их с разной степенью детализации. Так, системные ресурсы направляются туда, где они больше всего нужны;
- DirectX Raytracing — аппаратная трассировка лучей;
- Sampler Feedback — алгоритм, интеллектуально снижающий нагрузку на GPU и повышающий производительность.

Технические характеристики Xbox Series S
Схожий ЦП, но работающий на частоте 3,4/3,6 ГГц. Мощность графики 4 TFLOPS — также RDNA 2 (второго поколения), но с 24 (4 отключено, как и в Series X) вычислительными блоками и частотой 1,565 ГГц.
И центральный, и графический процессоры Xbox Series S тоже построены на улучшенной версии технологического процесса 7-нм+.
NVMe SSD рассчитан на 512 ГБ с возможностью расширения. Объём оперативной памяти — 10 ГБ GDDR6 с пропускной способностью от 56 до 224 ГБ/с.
Таким образом — Xbox Series X является самой производительной консолью в истории среди всех приставок Microsoft.

### Сравнение
| Компонент                        | Компонент                        | Series X                                                                    | Series S                                                                      |
| -------------------------------- | -------------------------------- | --------------------------------------------------------------------------- | ----------------------------------------------------------------------------- |
| Процессор                        | CPU                              | Модифицированный AMD Zen 2 8 ядер @ 3,8 ГГц (3,66 ГГц с SMT)                | Модифицированный AMD Zen 2 8 ядер @ 3,6 ГГц (3,4 ГГц с SMT)                   |
| Процессор                        | GPU                              | Модифицированный RDNA 2 52 CUs @ 1,825 ГГц 12,2 TFLOPS                      | Модифицированный RDNA 2 20 CUs @ 1,565 ГГц 4 TFLOPS                           |
| ОЗУ                              | ОЗУ                              | 16 ГБ GDDR6 с 320-битной шиной 10 ГБ @ 560 ГБ/с, 6 ГБ @ 336 ГБ/с            | 10 ГБ GDDR6 с 128-битной шиной 8 ГБ @ 224 ГБ/с, 2 ГБ @ 56 ГБ/с                |
| Память                           | Внутренняя                       | 1 ТБ PCIe Gen 4 модифицированный NVMe SSD 2,4 ГБ/с raw, 4,8 ГБ/с compressed | 512 ГБ PCIe Gen 4 модифицированный NVMe SSD 2,4 ГБ/с raw, 4,8 ГБ/с compressed |
| Память                           | Расширение                       | 0.5-2 ТБ карта расширения (сзади)                                           | 0.5-2 ТБ карта расширения (сзади)                                             |
| Память                           | Внешняя                          | Поддержка внешних жестких дисков USB 3.1                                    | Поддержка внешних жестких дисков USB 3.1                                      |
| Носитель                         | Носитель                         | Ultra HD Blu-ray                                                            | Нет                                                                           |
| Целевой показатель эффективности | Целевой показатель эффективности | 4K на 60 FPS, до 120 FPS                                                    | 1080p-1440p на 60 FPS, до 120 FPS                                             |
| Размеры                          | Размер                           | 301 мм × 151 мм × 151 мм                                                    | 275 мм × 151 мм × 65 мм                                                       |
| Размеры                          | Вес                              | 4,45 килограмма (9,8 фунта)                                                 | 1,93 килограмма (4,3 фунта)                                                   |
| Модель                           | Модель                           | 1882                                                                        | 1883/1881                                                                     |
| Цена                             | Цена                             | US$499/ €499/ £449/ A$749/ C$599/ 45 590 ₽                                  | US$299/ €299/ £249/ A$499/ C$379 / 26 990 ₽                                   |

## Дизайн

### Консоль
Xbox Series X имеет параллелепипедную форму. На передней панели установлен слот для загрузки оптических дисков, а верхняя стенка покрыта решёткой из круглых отверстий, под которой расположен вентилятор для забора воздуха. Инженеры Microsoft утверждают, что размещать консоль можно будет и вертикально, и горизонтально. Заявлены невысокий уровень шума системы охлаждения в работе — это заслуга крупного кулера диаметром 130 миллиметров и радиатора с испарительной камерой.
Габариты:
- Xbox Series X — 30,1 x 15,1 x 15,1 см, вес около 4,5 кг;
- Xbox Series S — 27,5 x 15,0 х 6,5 см, вес около 2,3 кг.

### Геймпад

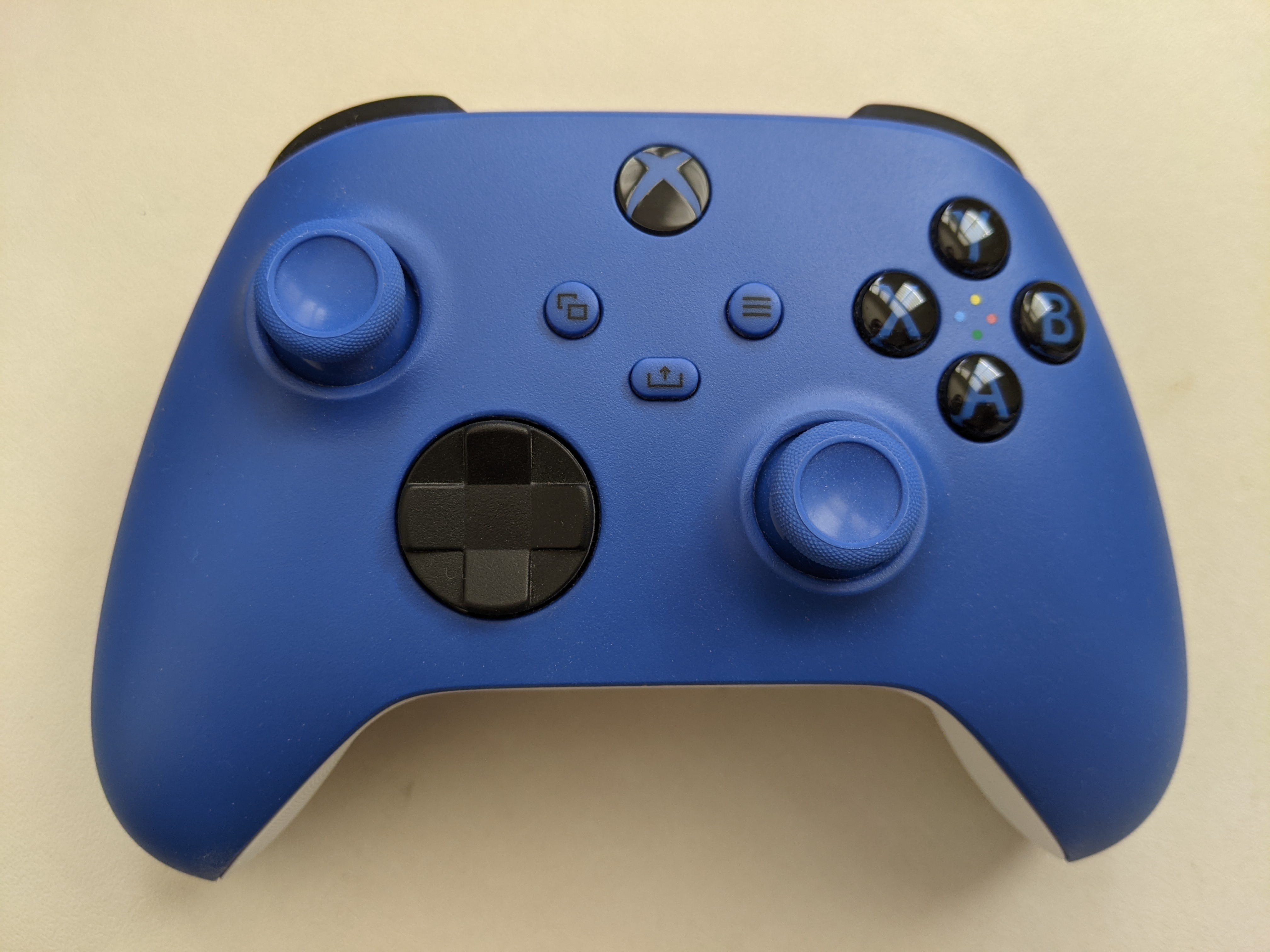
Геймпад Xbox Series X/S в цвете "Shock Blue"

В отличие от самой приставки, контроллер Xbox Series X в плане дизайна практически ничем не отличается от геймпада Xbox One. Единственные отличия — изменённая крестовина, отсутствие узора на верхней части контроллера, рифленые рукояти и триггеры (LT, RT и частично LB, RB) и наличие кнопки Share на лицевой стороне, которая работает примерно так же, как и её аналог на DualShock 4 — позволяя упростить захват и публикацию скриншотов и создание игровых клипов.
Новая консоль будет поддерживать Xbox Elite Controller Series (2-й серии).

## Игры и обратная совместимость
Одной из самых важных функций новой Xbox обещает стать обратная совместимость с играми, вышедшими в рамках прошедших поколений.
В беседе с порталом GameSpot Фил Спенсер подтвердил, что пользователи Xbox Series X/S смогут воспользоваться преимуществами обратной совместимости в день запуска консоли. Тем не менее, у данной платформы не будет эксклюзивных игр как минимум в первые пару лет.

## Запуск и цена
Стоимость Xbox Series X/S на старте продаж составит 500 $ в США и 300 € в странах Европы.
Летом 2022 года количество подписчиков сервиса Xbox Game Pass составило около 30 млн человек.